# Überzugsmittel
Überzugsmittel (auch Oberflächenbehandlungsmittel oder Glasurmittel) sind Lebensmittelzusatzstoffe, die Lebensmittel vor Geruchs-, Geschmacks- und Feuchtigkeitsverlusten schützen, den Glanz fördern oder die Frische verlängern.

## Eigenschaften
Überzugsmittel werden durch das Ansprühen oder das Eintauchen der Lebensmittel mit warmen Wachs oder Harz mit einem elastischen Überzug versehen. Dieser Überzug schützen die Lebensmittel vor einem Verlust des Aromas.

## Verwendung
Eine Auswahl der in der Europäischen Union zugelassenen Überzugsmittel ist im Folgenden aufgelistet:
- E 322 Lecithin
- Cellulose
  - E 461 Methylcellulose
  - E 462 Ethylcellulose
  - E 463 Hydroxypropylcellulose
  - E 464 Hydroxypropylmethylcellulose
  - E 465 Methylethylcellulose
  - E 466 Carboxymethylcellulose
- E 570 Mono- und Diglyceride von Speisefettsäuren
- E 901 Bienenwachs
- E 902 Candelillawachs
- E 903 Carnaubawachs
- E 904 Schellack
- E 1201 Polyvinylpyrrolidon
- E 1202 Polyvinylpolypyrrolidon
- modifizierte Stärke
  - E 1410 Monostärkephosphat
  - E 1412 Distärkephosphat
  - E 1413 Phosphatiertes Distärkephosphat
  - E 1414 Acetyliertes Distärkephosphat
  - E 1420 Acetylierte Stärke
  - E 1422 Acetyliertes Distärkeadipat
  - E 1440 Hydroxypropylstärke
  - E 1442 Hydroxypropyldistärkephosphat

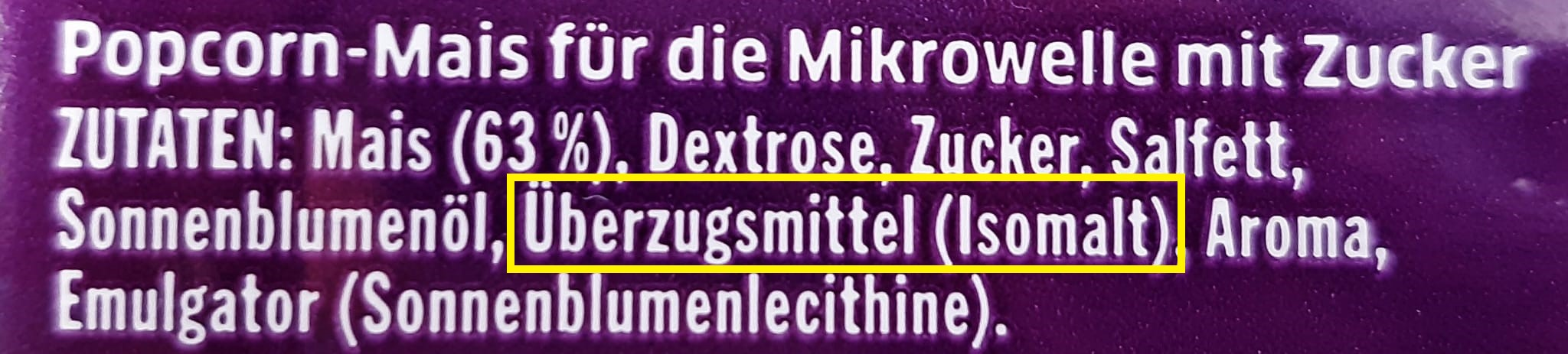
Zutatenliste: Inhaltsstoffangabe eines Überzugsmittels ohne Angabe der E-Nummer

Überzugsmittel fungieren auch als Trennmittel oder Konservierungsstoff.
Beispielsweise werden natürliche Wachse oder Montansäureester als Überzugsmasse bei Obst eingesetzt, um das Austrocknen und den Aromaverlust zu verhindern. Überzugsmittel kommen auch bei der Produktion von Süßwaren, Schokolade und Kaugummis zum Einsatz.

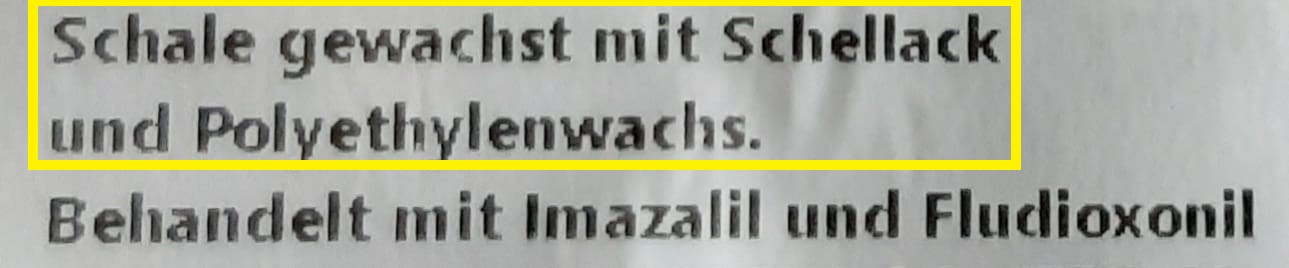
Hinweise zur Verwendung von Überzugsmitteln auf Obst

Zudem werden Überzugsmittel auch als Verpackungsmittel verwendet. So werden sie zur Beschichtung von Käse durch eine künstliche Rinde als sogenannte Käsedeckmittel eingesetzt. In diesem Fall sind die Überzugsmittel in der Regel jedoch nicht zum Verzehr geeignet.

## Rechtliche Situation
In der Europäischen Union sind die Lebensmittelzusatzstoffe gemäß des Anhangs II der Verordnung (EG) Nr. 1333/2008 (Stand August 2021) sowie in der Schweiz, gemäß der Zusatzstoffverordnung (ZuV) (Stand: Juli 2020) aufgelistet. Die Zusatzstoffverordnung gibt vor, dass Überzugsmittel wie beispielsweise das Lecithin (E 322) und die Speisefettsäuren (E 470a) nur für die Oberflächenbehandlung von Obst zugelassen sind. Andere Überzugsmittel wie der Bienenwachs (E 901), der Candelillawachs (E 902) und der Schellack (E 904) dürfen beispielsweise nur für Süßwaren (außer Schokolade), Nüsse und bestimmte Obstsorten eingesetzt werden. Für das Carnaubawachs (E 903) besteht sowohl eine Lebensmittelbeschränkung als auch eine Höchstmengenbeschränkung.
Sobald Überzugsmittel verwendet werden, die nicht zum Verzehr geeignet sind, so muss dies auf der Verpackung deklariert werden.